# Степанов, Сергей Николаевич
Степанов Сергей Николаевич — международный и российский политик, Генеральный секретарь ЦК (ранее Первый секретарь) Всесоюзной партии «Союз коммунистов», а также Председатель ЦК «Интернационального Союза коммунистов — V Коминтерн».

## Биография
Родился 7 ноября 1957 г. в деревне Тюшино Ярцевского района Смоленской области. В 1975 году окончил среднюю школу в г. Ярцево, после чего работал токарем на одном из предприятий. В 1982 году окончил философский факультет, отделение научного коммунизма МГУ им. М. В. Ломоносова.
Учился в Академии Общественных Наук ЦК КПСС и Российской Академии Управления, где защитил диссертацию на соискание ученой степени кандидата исторических наук. Работал учителем в школах г. Москвы и в г. Ярцево Смоленской области.
С 1982—1991 гг. на комсомольской и партийной работе. Избирался народным депутатом Советов разных уровней.

### В коммунистическом движении
После августа 1991 г. — один из организаторов воссоздания коммунистических организаций в г. Ярцево и Смоленской области.
На XXIX съезде КПСС возглавлял делегацию Смоленской областной партийной организации, где был избран членом Политисполкома СКП-КПСС. Был делегатом XX Всесоюзной партийной конференции КПСС, делегатом II съезда КПРФ и делегатом XXX съезда СКП-КПСС. Входил в состав оргкомитета XX Всесоюзной партийной конференции, оргкомитета по проведению II съезда КПРФ и оргкомитета по проведению XXIX съезда КПСС. На XXIX съезде КПСС возглавлял делегацию Смоленской областной партийной организации, где был избран членом Политисполкома СКП-КПСС (избран также членом комиссии по организационной работе).
С ноября 1991 года член оргкомитета партии «Союз коммунистов». С апреля 1992 г. — секретарь ЦК партии «Союз коммунистов». В октябре 1993 г. избран первым секретарем ЦК партии «Союз коммунистов» Принимал активное участия в событиях сентября — октября 1993 года по защите Конституционного строя и Дома Советов РСФСР и был награждён орденом «Защитнику Советов».
Участвовал в выборных компаниях 1995, 1999 и 2003 гг. Избран в состав Координационного Совета общероссийского общественного движения «Народно-патриотический союз России» на учредительном съезде НСПР 7 августа 1996 года.
В июле 2011 года в г. Минске на первом съезде Международного общественного объединения «Союз коммунистов» избран Председателем Совета МОО «Союз коммунистов», в 2016 году после II съезда МОО «Союз коммунистов» на Пленуме ЦК МОО «Союз коммунистов» избран Председателем ЦК МОО «Союз коммунистов».
В январе 2015 года после VIII съезда Всесоюзной партии «Союз коммунистов» на Пленуме ЦК партии избран Генеральным секретарем ЦК Всесоюзной партии «Союз коммунистов»
3 марта 2018 года состоялся съезд представителей организаций из стран входящих МОО «Союз коммунистов», который поддержал решение 3 внеочередного съезда от 25 февраля 2018 г. в г. Минске о реорганизации структур МОО «Союз коммунистов» и создании на их базе новой организации с названием « Интернациональный Союз коммунистов — V Коммунистический Интернационал (V Коминтерн)». На Пленуме Центрального Комитета, который состоялся после съезда избран Председателем ЦК «Интернационального Союза коммунистов — V Коминтерн».
В феврале 2020 года на IX съезде Всесоюзной партии «Союз коммунистов» избран Генеральным секретарем ЦК Всесоюзной партии «Союз коммунистов». Награжден орденами и медалями СССР.